# 기후변화가 해양에 미치는 영향

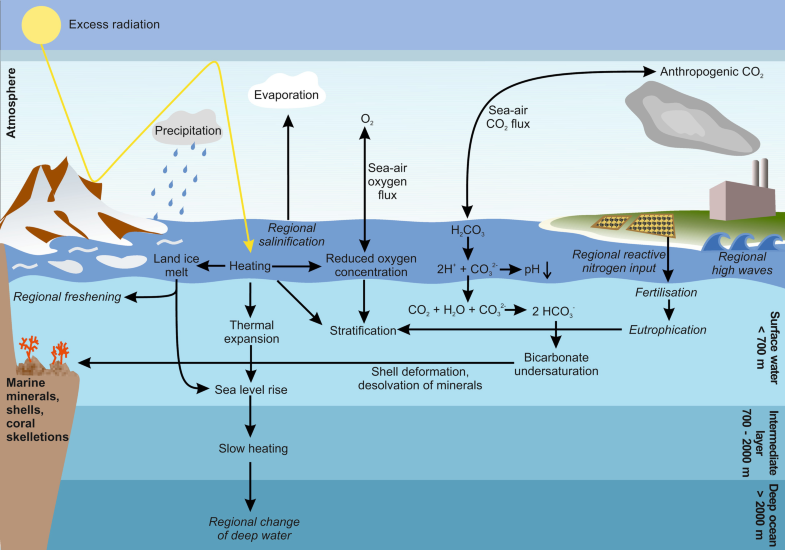
기후 변화와 해양에 미치는 영향 개요 지역 효과는 이탤릭체로 표시.

기후변화가 해양에 미치는 영향은 다양하다. 그 중 하나는 해양 온도의 상승이다. 더 빈번한 해양 폭염이 이와 연관되어 있다. 기온 상승은 빙상이 녹아 해수면 상승에 영향을 미친다. 해양에 대한 다른 영향으로는 해빙 감소, pH 값 및  산소 농도 감소, 해양 층화 증가 등이 있다. 이 모든 것은 대서양 자오선 역전 순환(AMOC)의 약화와 같은 해류의 변화로 이어질 수 있다. 이러한 변화의 근본적인 원인은 인간 활동, 주로 화석 연료 연소로 인한 온실 가스 배출이다. 이산화탄소와 메탄은 온실가스의 대표적인 예이다. 해양이 기후 체계에서 추가적인 열의 대부분을 차지하기 때문에 추가적인 온실 효과는 해양 온난화를 초래한다. 바다는 또한 대기에 있는 여분의 이산화탄소 중 일부를 흡수한다. 이로 인해 바닷물의 pH 값이 감소하게 된다. 과학자들은 바다가 인간이 배출한 모든 CO2 배출량의 약 25%를 흡수하는 것으로 추정한다.
바다의 다양한 층들은 서로 다른 온도를 가지고 있다. 예를 들어, 물은 바다 밑으로 갈수록 더 차갑다. 이 온도 계층화는 상승하는 공기 온도로 인해 바다 표면이 따뜻해지면서 증가할 것이다.:471 이것과 연결된 것은 바다 층의 혼합이 감소하여 따뜻한 물이 표면 근처에서 안정화되는 것이다. 이에 따라 차갑고 깊은 물의 순환이 감소한다. 감소된 수직 혼합은 바다가 열을 흡수하는 것을 더 어렵게 만든다. 그래서 미래의 온난화의 더 큰 부분은 대기와 육지로 가게 된다. 한 가지 결과는 열대 저기압과 다른 폭풍들이 사용할 수 있는 에너지의 양이 증가하는 것이다. 또 다른 결과는 해양 상층에 서식하는 물고기들의 영양분이 감소하는 것이다. 이러한 변화들은 또한 바다의  탄소 저장 능력을 감소시킨다. 동시에, 염분의 대조도가 증가하고 있다. 염분이 있는 지역의 염도는 더 올라가고 염도가 덜한 지역은 소금기가 감소하고 있다.
따뜻한 물은 찬물과 같은 양의 산소를 함유할 수 없다. 결과적으로 바다의 산소가 대기로 이동한다. 열적 층화가 증가하면 표층수에서 심해수로의 산소 공급이 줄어들 수 있다. 이는 물의 산소 함량을 더욱 낮춘다. 바다는 이미 물기둥 전체에서 산소를 잃었다. 산소 최소 구역의 크기는 전 세계적으로 증가하고 있다.:471
이러한 변화는 해양 생태계에 해를 끼치며 생물 다양성 손실이나 종 생물 분포 변화로 이어질 수 있다. 이는 결국 낚시와 해안 관광에 영향을 미칠 수 있다. 예를 들어, 수온 상승은 열대 산호초에 해를 끼치고 있다. 직접적인 효과는 산호초 백화 현상이다. 산호초는 사소한 온도 변화에도 민감하기 때문이다. 따라서 수온이 조금만 상승해도 이러한 환경에 심각한 영향을 미칠 수 있다. 또 다른 예는 온난화로 인한 해빙 서식지의 손실이다. 이는 북극곰과 이에 의존하는 다른 동물들에게 심각한 영향을 미칠 것이다. 기후 변화가 해양에 미치는 영향은 이미 인간 활동으로 인한 다른 영향으로 인해 압박을 받고 있는 해양 생태계에 추가적인 압력을 가하고 있다.

## 온실가스 증가로 인한 변화

인간이 유발한 지구 온난화로 인해 갇힌 과도한 열의 대부분은 바다에 흡수되어 더 깊은 층으로 침투한다.

지구 온난화로 인해 기후 시스템의 여러 부분에 에너지(열)가 추가됨 (2007년 데이터).

현재(2020) 410ppm이 넘는 대기 이산화탄소(CO2) 수준은 산업화 이전보다 거의 50% 더 높다. 이러한 높은 수준과 빠른 증가율은 5,500만 년의 지질학적 기록에서도 전례가 없는 일이다. 이러한 과잉 CO2의 원인은 화석 연료 연소, 산업, 토지 이용/토지 변화 배출의 혼합을 반영하여 인간이 주도한 것으로 명확하게 확립되었다. 해양이 인위적인 CO2의 주요 흡수원 역할을 한다는 생각은 적어도 1950년대 후반부터 과학 문헌에서 논의되어 왔다. 여러 가지 증거는 바다가 총 인위적인 CO2 배출량의 약 4분의 1을 흡수하고 있음을 나타낸다.
2019년에 관찰된 변화와 영향에 대한 최신 주요 조사 결과는 다음과 같다.
지구의 바다가 1970년 이래로 수그러들지 않고 따뜻해져서 기후 시스템에 있는 과도한 열의 90퍼센트 이상을 차지했다는 것은 사실상 확실하다[...]. 1993년 이래로 바다의 온난화 속도는 두 배 이상 증가했다[...]. 해양의 폭염은 1982년 이래로 발생 빈도가 두 배로 증가했고 강도도 증가하고 있다[...]. 더 많은 이산화탄소를 흡수함으로써 바다는 표면 산성화가 증가하고 있다[...]. 표면에서 1000미터까지 산소의 손실이 발생했다[...].
— 기후변화에 따른 해양과 극저온에 관한 IPCC 특별보고서(2019):9

### 해수 온도 상승
참고 항목: 해양 온도, 해수면 온도, 해양 폭염
기후 변화로 인해 바다가 따뜻해지고 있다는 것은 분명하며, 이러한 온난화 속도는 증가하고 있다.:9  2022년 전 세계 바다는 인류가 기록한 것 중 가장 따뜻했다. 이는 2022년 이전 2021년 최대치를 초과한 해양 열량에 의해 결정된다.  해양 온도의 꾸준한 상승은 주로 온실가스 수준의 상승으로 인해 발생하는 지구의 에너지 불균형으로 인한 피할 수 없는 결과이다..  산업화 이전 시대부터 2011~2020년 사이에 바다 표면은 0.68~1.01°C 사이로 가열되었다.:1214

해양은 기후 변화로 인해 생성된 과잉 열의 약 92%를 흡수하므로 육지 표면 온도는 해양 온도보다 빠르게 증가했다. NASA의 데이터가 포함된 차트는 산업화 이전 기준과 육지 및 해수면 기온이 어떻게 변화했는지 보여준다

해양 열 증가의 대부분은 남극해.에서 발생한다. 예를 들어, 1950년대와 1980년대 사이에 남극 남극해의 온도는 0.17°C(0.31°F) 상승하였는데, 이는 전 세계 해양 상승률의 거의 두 배에 해당한다.
온난화 속도는 깊이에 따라 다르다. 상층 해양(700m 이상)이 가장 빠르게 따뜻해지고 있다. 1,000미터의 바다 깊이에서 온난화는 세기당 거의 0.4°C의 비율로 발생한다(1981년부터 2019년까지의 데이터).:Figure 5.4  바다의 더 깊은 구역(전 세계적으로 말하면), 2000미터 깊이 , 온난화는 세기당 약 0.1°C였다..:Figure 5.4  온난화 패턴은  남극해(55°S)에서 다르며, 가장 높은 온난화(세기당 0.3°C)가 관찰된 곳은 다음과 같다. 깊이 4,500m.:Figure 5.4

#### 해양 열량

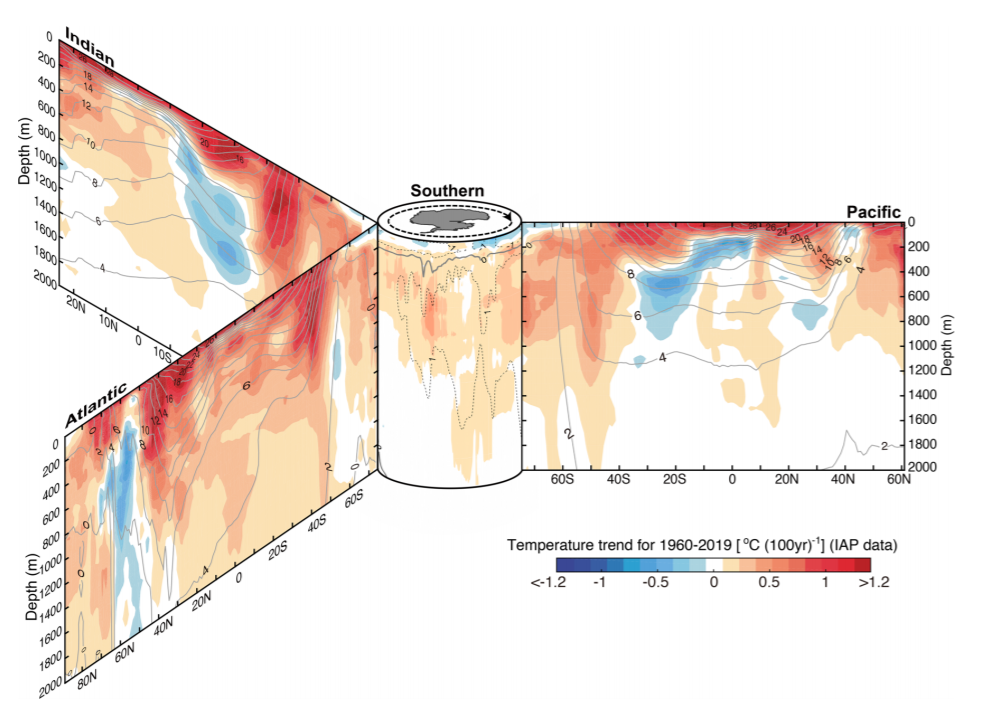
The illustration of temperature changes from 1960 to 2019 across each ocean starting at the Southern Ocean around Antarctica.

바다 온도는 장소에 따라 다르다. 기온은 적도 근처에서 더 높고 극지방에서 더 낮다. 결과적으로 총 해양 열량의 변화는 해양 온난화를 가장 잘 설명한다. 1969~1993년과 비교했을 때, 1993년과 2017년 사이에 열 흡수가 증가하였다.:457
이 섹은 해양 열 함량에서 발췌한 것이다
해양 열 함량(OHC)은 해양이 흡수하고 저장하는 에너지이다. 해양 열량을 계산하려면 다양한 위치와 깊이에서 해양 온도를 측정해야 한다. 해양 유역이나 해양 전체에 대한 해양 열의 면적 밀도를 통합하면 총 해양 열 함량이 제공된다. 1971년부터 2018년 사이에 해양 열 함량의 증가는 지구 가열로 인한 지구 과잉 열 에너지의 90% 이상을 차지했다. 이러한 증가의 주요 동인은 온실가스 배출 증가를 통한 인위적 강제력이였다.::1228 2020년까지 추가된 에너지의 약 1/3이 700미터 이하의 깊이까지 전파되었다. 2023년에 세계 해양은 다시 역사적 기록 중 가장 뜨거웠으며 이전 2022년 최고 기록을 초과했다. 2019~2023년 동안 수심 2000m에서 가장 높은 해양 열 관측이 5회 발생했다. 북태평양, 북대서양, 지중해 및 남극해는 모두 60년이 넘는 전 세계 측정에서 가장 높은 열 관측을 기록했다. 해양 열량과 해수면 상승은 기후 변화의 중요한 지표이다.
바닷물은 태양 에너지를 효율적으로 흡수한다. 대기 가스보다 열용량이 훨씬 더 크다.결과적으로 바다의 맨 위 몇 미터에는 지구 대기 전체보다 더 많은 열 에너지가 포함되어 있다. 1960년 이전부터 연구 선박과 관측소는 전 세계적으로 해수면 온도와 더 깊은 곳의 온도를 샘플링했다. 2000년 이후 약 4000개의 아르고 로봇 수레로 구성된 확장 네트워크가 온도 이상, 즉 해양 열 함량의 변화를 측정했다. 최근 수십 년 동안 관측이 향상되면서 상층 해양의 열 함량이 빠른 속도로 증가한 것으로 분석되었다. 2003년부터 2018년까지 상위 2000미터의 순 변화율은 +0.58±0.08W/m2(또는 연간 평균 에너지 증가량 9.3제타줄)였다. 충분한 정확도와 충분한 영역 및 깊이를 포괄하여 장기간에 걸쳐 온도를 측정하는 것은 여전히 어려운 일이다. 이는 수치의 불확실성을 야기한다.

### 해양 산성화
이 섹션은 해양 산성화에서 발췌한 것이다

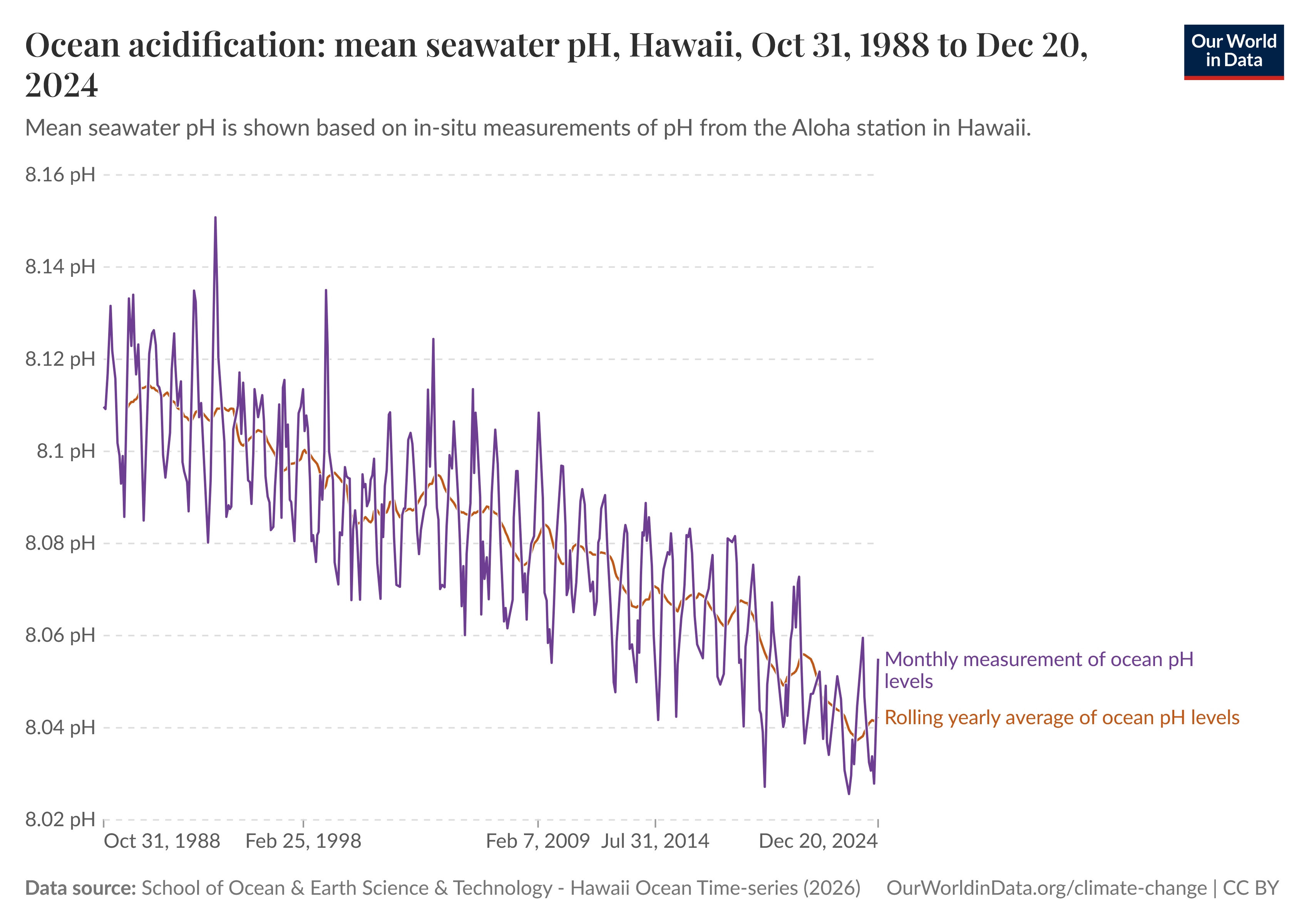
해양 산성화: 평균 해수 pH. 평균 해수 pH는 알로하 관측소의 현장 측정을 기반으로 표시된다.

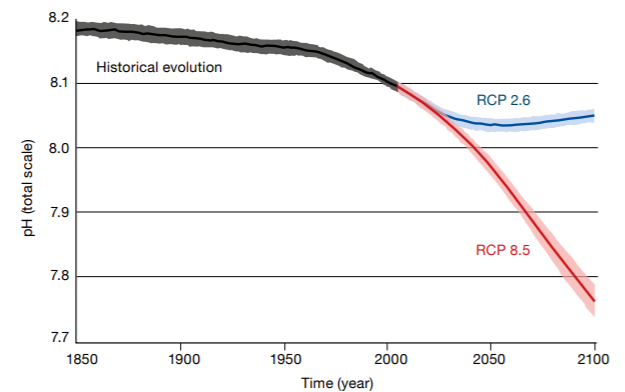
산업혁명 초기 이후 pH의 변화 RCP2.6 시나리오는 "낮은 CO2 배출량", RCP8.5 시나리오는 "높은 CO2 배출량"이다.

해양 산성화는 지구 해양의 pH가 지속적으로 감소하는 것이다. 1950년과 2020년 사이에 해양 표면의 평균 pH는 약 8.15에서 8.05로 떨어졌다. 인간 활동으로 인한 이산화탄소 배출은 해양 산성화의 주요 원인이며 대기 중 이산화탄소 수치는 410ppm을 초과한다. 대기 중의 이산화탄소는 해양에 흡수된다. 이 화학 반응은 탄산 (H2CO3)을 생성하고 이는 중탄산염 이온(HCO−3) 및 수소 이온(H+)이 존재한다. 유리 수소 이온(H+)의 존재는 바다의 pH를 낮추어 산성을 증가시킨다(이것은 바닷물이 아직 산성이라는 것을 의미하지 않는다; 그것은 pH가 8보다 높은 여전히 알칼리성이다). 연체동물과 산호와 같은 해양 석회화 유기체는 껍질과 골격을 만들기 위해 탄산칼슘에 의존하기 때문에 특히 취약하다[32]
및 수소 이온(H+)이 존재한다. 유리 수소 이온(H+)의 존재는 바다의 pH를 낮추어 산성을 증가시킨다(이것은 바닷물이 아직 산성이라는 것을 의미하지 않는다; 그것은 pH가 8보다 높은 여전히 알칼리성이다). 연체동물과 산호와 같은 해양 석회화 유기체는 껍질과 골격을 만들기 위해 탄산칼슘에 의존하기 때문에 특히 취약하다
pH가 0.1로 변하는 것은 전 세계 바다의 수소 이온 농도가 26% 증가한 것을 나타낸다. (pH 척도는 대수이므로 pH 단위로 1개를 바꾸면 수소 이온 농도가 10배 변화하는 것과 같다) 해수면의 pH와 탄산염 포화 상태는 바다의 깊이와 위치에 따라 달라진다. 더 차갑고 높은 위도의 물은 더 많은 이산화탄소를 흡수할 수 있다. 이것은 산도를 상승시켜 이 지역의 pH와 탄산염 포화 수준을 낮출 수 있다. 대기-해양의 이산화탄소 교환, 따라서 지역적인 해양 산성화에 영향을 미치는 다른 요소들은 해류와 융기 구역, 큰 대륙 강에 대한 근접성, 해빙 범위, 화석 연료 연소와 농업에서 나오는 질소와 황과의 대기 교환 등을 포함한다.
감소된 해양 pH는 해양 생물에게 잠재적으로 해로운 영향을 미친다. 여기에는 석회화 감소, 대사 속도 저하, 면역 반응 저하, 생식과 같은 기본적인 기능을 위한 에너지 감소가 포함된다. 따라서 해양 산성화의 효과는 인류의 대부분을 위해 식량, 생계 및 기타 생태계 서비스를 제공하는 해양 생태계에 영향을 미치고 있다. 약 10억 명의 사람들이 산호초가 제공하는 어업, 관광 및 해안 관리 서비스에 전적으로 또는 부분적으로 의존하고 있다. 따라서 지속적인 해양 산성화는 해양과 연결된 먹이 사슬을 위협할 수 있다.

## 물리적 환경에 미치는 영향

전 세계 평균 해수면은 1880년 이래로 약 250 밀리미터(9.8 인치) 상승하였으며, 그 위에 다른 유형의 홍수(고조 홍수, 폭풍 해일)가 발생한다

### 해수면 상승
본문: 해수면 상승
많은 해안 도시들은 앞으로 수십 년과 그 이후에 해안 홍수를 경험할 것이다.:1318  자연적일 수 있지만 인간의 활동에 의해 증가될 수 있는 지역 침하는 해안 홍수를 악화시킬 수 있다. 해안 홍수는 2050년까지 수억 명의 사람들을 위협할 것이며, 특히 동남아시아에서 발생할 수 있다.
이 절은 해수면 상승 부분을 발췌한 것이다
1901년과 2018년 사이에 평균 지구 해수면은 15-25cm(6-10인치) 상승하여 연간 평균 1-2mm(0.039-0.079인치) 상승했다. 이 속도는 2013-2022년 10년 동안 4.62mm(0.182인치)/yr로 가속되었다. 인간 활동으로 인한 기후 변화가 주요 원인이다.:5,8  1993년과 2018년 사이에 물의 열 팽창이 해수면 상승의 42%를 차지했다. 녹는 온대 빙하가 21%를 차지했고, 그린란드의 극지방 빙하가 15%, 남극 대륙의 빙하가 8%를 차지했다.:1576 해수면 상승은 지구 온도 변화에 뒤쳐지고 있으므로 이미 발생한 온난화에 대응하여 지금부터 2050년 사이에 해수면 상승은 계속 가속화될 것이다. 그 후에 발생하는 일은 인간의 온실 가스 배출량에 달려 있다. 배출량이 매우 많이 감소하면 해수면 상승은 2050년에서 2100년 사이에 느려질 것이다. 그 후 2100년까지 지금보다 30cm(1ft)가 약간 넘을 수 있다. 배출량이 많으면 가속화된다. 그 때까지 1.01m(3+1 ⁄3ft)가 상승하거나 심지어 1.6m(5+1 ⁄3ft)가 상승할 수 있다.(p. 1302) 장기적으로 온난화가 1.5°C(2.7°F)에 도달하면 향후 2000년 동안 해수면 상승은 2-3m(7-10ft)에 이를 것이다. 온난화가 5°C(9.0°F)에 도달하면 19-22m(62-72ft)가 될 것이다.:21

### Changing ocean currents

#### 해류 변화

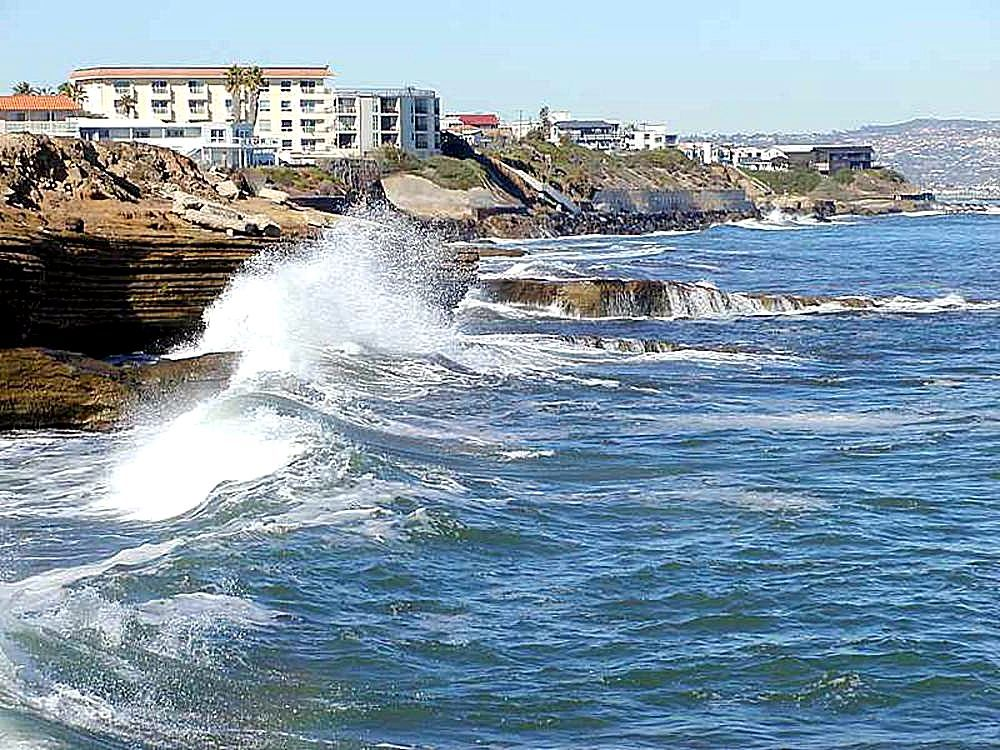
바다 해안의 파도

주요기사 : 해양 § 해류와 지구기후, 대서양 자오선 전회순환
해류는 다양한 위도의 햇빛과 기온, 우세한 바람, 염분과 담수의 밀도 차이로 인한 온도 변화로 인해 발생한다. 적도 부근에서는 따뜻한 공기가 상승한다. 나중에 극 쪽으로 이동하면서 다시 냉각된다. 찬 공기는 극지방 근처로 가라앉지만, 적도쪽으로 이동하면서 따뜻해지고 다시 상승한다. 이는 각 반구의 중위도 셀을 구동하는 유사한 효과와 함께 대규모 바람 패턴인 해들리 셀을 생성한다. 이러한 순환 셀과 관련된 바람 패턴은 표면 해류를 구동하여 지표수를 더 높은 곳으로 밀어낸다. 공기가 더 차가운 위도. 이로 인해 물이 냉각되어 저위도 물에 비해 밀도가 매우 높아져 해저로 가라앉아 북대서양 심층수(NADW)가 형성된다. 북쪽과남극 저층수 (AABW)가 남쪽에 있다.
저위도에서 발생하는 가라앉음과 용승, 그리고 표층수에 대한 바람의 추진력에 의해 해류는 바다 전체에 물을 순환시키는 역할을 한다. 지구 온난화를 고려하면 특히 심해가 형성되는 지역에서 변화가 일어난다.  바다가 따뜻해지고 빙하와 극지방의 만년설이 녹으면서 심해수가 형성되는 고위도 지역으로 점점 더 많은 담수가 방출되어 표층수의 밀도가 낮아지게 된다. 결과적으로 물은 평소보다 더 천천히 가라앉는다.
현대 관측과 고기후 재구성에 따르면 대서양 자오선 역전 순환(AMOC)은 산업화 이전 시대 이후 약화되었을 수 있지만(AMOC는 전 지구 열염부 순환의 일부임) 확실하게 알기에는 데이터에 너무 많은 불확실성이 있다.:1237   2021년에 평가된 기후 변화 예측은 AMOC가 21세기 동안 약화될 가능성이 매우 높다는 것을 나타낸다.:1214  이 정도의 약화는 북대서양과 같은 지구 기후에 상당한 영향을 미칠 수 있다. 특히 취약하다.:19
해류의 모든 변화는 해류가 영양분을 운반하기 때문에 해양의 이산화탄소 흡수 능력(수온의 영향을 받음)뿐만 아니라 해양 생산성에도 영향을 미친다( 식물성 플랑크톤 및 순 일차 생산에 미치는 영향 참조). AMOC 심해순환은 느리기 때문에(바다 전체를 순환하는 데 수백~수천년이 소요됨) 기후변화 대응도 느리다.:137

### 층화 증가
주요 기사: 해양 층화와 해양 § 물리적 특성

용승 대륙붕 시스템에서 저산소증과 해양 산성화 강화의 동인. 적도 방향의 바람은 산소 최소대 위에서 낮은 용존 산소(DO), 높은 영양분, 높은 용존 무기 탄소(DIC) 물을 용승시킨다. 생산성과 저층수 체류 시간의 대륙붕 기울기는 물이 생산적인 대륙붕을 가로질러 이동할 때 DO(DIC) 강도 감소(증가)를 유도한다.

해양 층화의 변화는 생산성과 산소 수준에 영향을 미칠 수 있기 때문에 중요하다. 밀도에 따라 물을 여러 층으로 분리하는 것을 층화라고 한다. 층별 층화는 모든 해양 분지에서 발생한다. 층화된 층은 수직으로 물이 혼합되는 양을 제한하여 상부 해양과 내부 해양 사이의 열, 탄소, 산소 및 입자 교환을 줄인다. 1970년 이후 지구 온난화와 일부 지역에서는 염도 변화로 인해 상층 해양의 성층화가 증가했다. 염도 변화는 열대 해역의 증발로 인해 발생하며, 이로 인해 염도와 밀도 수준이 높아진다. 한편, 얼음이 녹으면 고위도 지역에서 염도가 감소할 수 있다.
온도, 염분 및 압력은 모두 물 밀도에 영향을 미친다. 표층수는 심층수보다 따뜻하기 때문에 밀도가 낮아 층화가 발생한다. 이 층화는 전 세계의 날씨와 기후에 영향을 미치는 대서양 자오선 역전 순환의 생성뿐만 아니라 층화가 심해에서 표면으로 영양분의 이동을 제어하기 때문에 중요하다. 이는 해양 생산성을 증가시키며 대기와 표층수에서 심해로 산소를 운반하는 물의 보상적인 하향 흐름과 관련이 있다.

### 산소량 감소
본문: 해양 탈산소화

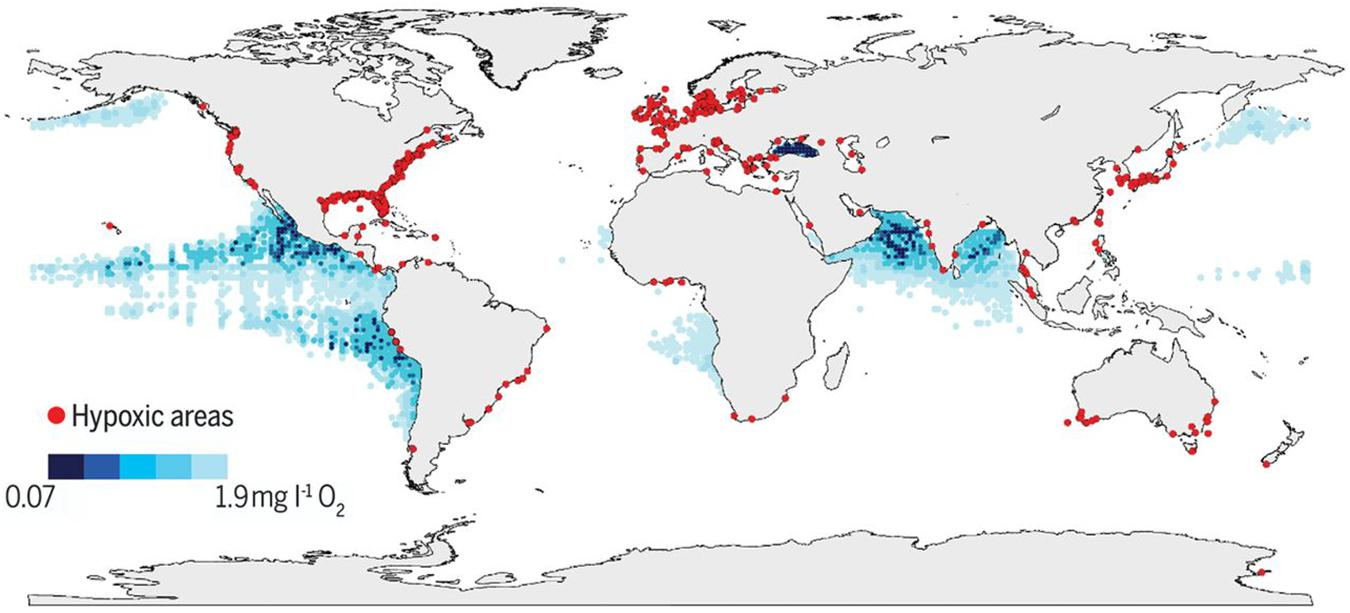
공해와 연안 해역의 산소 농도가 낮고 감소하고 있는 세계 지도. 이 지도는 인위적인 영양소로 인해 산소가 2 mg L–1 미만으로 감소한 연안 지역과 300 m(파란색 음영 지역)의 해양 산소 최소 지역을 나타낸다.

기후 변화는 연안 지역과 공해에서 해양 산소에 영향을 미친다.
외해에는 산소 최소 영역이라고 불리는 저산소 영역이 있다. 이 영역들은 바다의 순환이 원활하지 않아 대기 중의 산소와 분리된다. 동시에 지표수에서 가라앉은 유기물이 분해되면서 산소가 소모된다. 이러한 저산소 해양 영역은 바다 온난화로 물의 순환을 감소시키고 물의 산소 함량을 감소시키는 동시에 온도가 올라가면 산소의 용해도가 떨어진다.
전체적인 해양 산소 농도는 1960년대부터 50년 동안 2% 감소한 것으로 추정된다. 해양 순환의 특성은 일반적으로 이러한 저산소 영역이 태평양에서 더 두드러진다는 것을 의미한다. 저산소는 거의 모든 해양 동물에게 스트레스를 나타낸다. 매우 낮은 산소 수준은 훨씬 감소된 동물군을 가진 지역을 만든다. 이러한 저산소 영역은 기후 변화로 인해 미래에 확장될 것으로 예측되며, 이는 이러한 산소 최소 영역에서 해양 생물에 심각한 위협을 나타낸다.
두 번째 우려 지역은 강에서 해안 지역으로의 영양 공급 증가가 생산량 증가와 일부 해안 지역에서 때로는 데드존(dead zone)이라고도 하는 극심한 산소 고갈을 초래하는 유기물의 가라앉는 연안 해역과 관련이 있다. 이러한 데드존은 특히 영양소 투입량의 증가에 의해 구동되는 것뿐만 아니라 기후 변화에 의해 유발되는 해양 층화의 증가로 인해 복합적으로 작용하고 있다.

### 초록빛으로 물드는 바다
위성 이미지 분석 결과 기후 붕괴가 계속되면서 바다가 점차 푸른색에서 녹색으로 변하고 있음을 알 수 있다. 단어 대부분의 해수면에서 색 변화가 감지되었으며 기후 변화로 인한 플랑크톤 개체군의 변화 때문일 수 있다.

#### 지구의 기상 시스템과 바람 패턴의 변화
추가 정보 : 기후변화가 물 순환에 미치는 영향
기후 변화와 이와 관련된 해양 온난화는 열대 저기압과 몬순 강도 증가를 포함한 지구의 기후와 기상 시스템에 광범위한 변화를 가져오고 일부 지역은 습해지고 다른 지역은 건조해지는 기상 극단적 날씨를 초래할 것이다.  바람 패턴의 변화는 일부 지역에서 파고를 증가시킬 것으로 예측된다.:1310

#### 강화 열대성 저기압

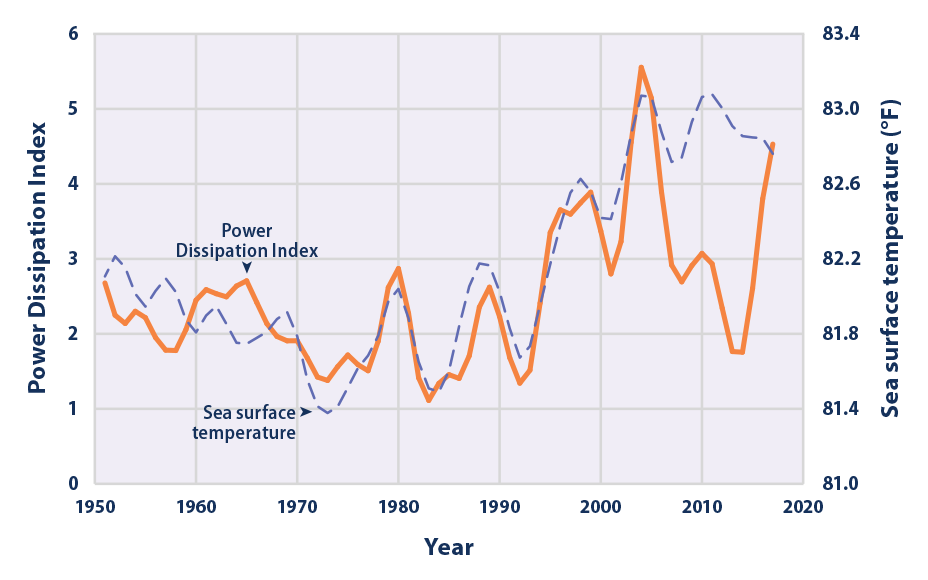
1949–2015년 전력 소산 지수에 따른 북대서양 열대 저기압 활동. 해수면 온도는 PDI와 함께 표시되어 비교 방법을 보여준다. 중간 연도에 표시된 5년 가중 평균을 사용하여 선을 매끄럽게 했다.

이 섹션은 열대성 저기압과 기후 변화에서 발췌한 것이다
인간이 유발한 기후 변화는 "과거의 축적된 효과에 대한 기억을 제공하는 해양을 계속해서 따뜻하게 한다." 그 결과는 더 높은 해양 열 함량과 더 높은 해수면 온도이다. 다시 말해서, 이것은 "열대 저기압을 더 강렬하고, 더 크고, 더 오래 지속되도록 만들고, 홍수로 인한 비를 크게 증가시킨다." 한 예는 2017년의 허리케인 하비이다.
기후 변화는 열대성 저기압에 다양한 방식으로 영향을 미칠 수 있다: 강우량과 풍속의 강화, 전체 빈도의 감소, 매우 강한 폭풍의 빈도의 증가, 그리고 저기압이 최대 강도에 도달하는 극지방으로의 확장은 인간이 유발한 기후 변화의 가능한 결과들 중 하나이다. 열대성 저기압은 따뜻하고 습기 있는 공기를 에너지 또는 연료의 원천으로 사용한다. 기후 변화가 해양 온도를 따뜻하게 하고 있기 때문에, 이용 가능한 연료의 양이 잠재적으로 더 많다.
1979년과 2017년 사이에 전 세계적으로 사피어-심프슨 척도에서 카테고리 3 이상의 열대 저기압의 비율이 증가했다. 그 경향은 북대서양과 남인도양에서 가장 뚜렷했다. 북태평양에서 열대 저기압은 더 차가운 물로 극 방향으로 이동하고 있으며 이 기간 동안 강도의 증가는 없었다. 2 °C (3.6 °F) 온난화로 인해 카테고리 4와 5 강도에 도달하는 열대 저기압의 비율 (+13%)이 더 높을 것으로 예상된다. 2019년 연구에 따르면 기후 변화가 대서양 유역에서 관측된 열대 저기압의 급속한 강화 추세를 주도하고 있다. 급속하게 강화되는 저기압은 예측하기가 어렵기 때문에 해안 지역 사회에 추가적인 위험을 초래한다.

#### 염도 변화
추가 정보: 해양 § 염도와 기후변화가 물의 순환에 미치는 영향
지구 온난화와 빙하 용해 증가로 인해 해양으로 방출되는 담수의 양이 증가하여 해양 염도가 변화함으로써 열염기 순환 패턴이 변경될 수 있다. 열염기 순환은 바다 깊은 곳에서 영양분이 풍부한 차갑고 풍부한 물을 끌어올리는 역할을 하며, 이 과정을 융기(uppwelling)라고 한다.
바닷물은 담수와 소금으로 이루어져 있으며, 바닷물 속의 소금 농도를 염도라 한다. 소금은 증발하지 않으므로 담수의 침전과 증발은 염도에 강한 영향을 미친다. 따라서 1930년대부터 알려진 지표 염도 측정에서 물의 순환 변화를 강하게 볼 수 있다.
장기 관측 기록을 보면 이 시기에 전 지구적인 염도 패턴이 증폭되는 추세가 뚜렷하다. 이는 염도가 높은 지역은 염도가 높아졌고, 염도가 낮은 지역은 염도가 낮아졌다는 것을 의미한다. 염도가 높은 지역은 증발이 지배적인데, 염도가 높아진다는 것은 증발이 더욱 증가하고 있음을 보여준다. 염도가 낮아지는 지역도 마찬가지인데, 이는 강수량이 더욱 심화되고 있음을 보여준다.

#### 해빙의 감소와 변화

Decline in arctic sea ice extent (area) from 1979 to 2022

1979년부터 2022년까지 북극 해빙 범위(면적) 감소
해빙 감소는 남극보다 북극에서 더 많이 일어나는데, 해빙 상태의 변화가 더 큰 문제이다.
이 섹션은 북극의 해빙 감소에서 발췌한 것이다
북극 지역의 해빙은 기후 변화로 인해 최근 수십 년 동안 면적과 부피가 감소했다. 그것은 겨울에 얼 때보다 여름에 더 많이 녹고 있다. 온실 가스 강제로 인한 지구 온난화가 북극 해빙의 감소에 책임이 있다. 북극의 해빙 감소는 21세기 초 ‐ 동안 가속화되어 왔으며 10년마다 4.7%의 감소율을 보였다 (첫 번째 위성 기록 이후 50% 이상 감소했다).  또한 21세기 동안 여름철 해빙은 언젠가는 존재하지 않을 것으로 생각된다.
이 섹션은 남극 해빙 §의 최근 동향과 기후 변화에 발췌한 것이다
남극의 해빙 범위는 해마다 많은 차이를 보인다. 이로 인해 추세를 파악하기 어렵고, 2013년과 2023년 사이에 기록적인 최고치와 최저치가 관측되었다. 위성 측정을 시작한 1979년 이후의 일반적인 추세는 대략적으로 보합세를 보이고 있다. 2015년과 2023년 사이에 해빙이 감소하는 추세가 나타났지만, 변동성이 크기 때문에 이는 큰 추세에 해당하지 않는다. 평탄한 추세는 감소 추세를 보인 북극의 해빙과는 대조적이다.

## 시간 척도
기후 시스템의 많은 해양 관련 요소들은 온난화에 느리게 반응한다.           
예를 들어, 심해의 산성화는 수천 년 동안 계속될 것이고, 해양 열 함량.:43의 증가도 마찬가지이다. 비슷하게, 온난화에 대한 빙상의 느린 반응과 따뜻해질 때 확장되는 해양에 의한 지속적인 열 흡수로 인해 온실 가스 배출이 제로가 되더라도 해수면 상승은 수백 년 또는 수천 년 동안 계속될 것이다.:77

## 해양생물에 미치는 영향

기후 변화와 관련된 어업에 대한 예상 영향 및 취약성 사례
기후 변화는 해양의 전반적인 생산성을 변화시킬 뿐만 아니라 해양의 바이오매스 군집의 구조도 변화시킬 것이다. 일반적으로 종들은 극지방을 향해 이동할 것으로 예상된다. 1950년대 이후로 이미 일부 종들은 수백 킬로미터를 이동했다. 식물성 플랑크톤의 개화 시기 또한 계절의 더 이른 이동, 특히 극지방의 물에서 이미 변화하고 있다. 이러한 경향은 기후 변화가 더 진행됨에 따라 더욱 심화될 것으로 예상된다.
기후 변화가 고도로 전문화된 생존 전략을 가진 인구가 서식지와 식량 공급의 주요 변화에 적응할 필요가 있는 극지방의 바닷새, 물고기 및 포유류에 미치는 잠재적으로 중요한 영향이 추가로 존재한다. 게다가, 해빙은 종종 그들의 생애 주기에 중요한 역할을 한다. 예를 들어, 북극에서는 바다표범과 바다코끼리를 위한 운반 장소를 제공하고 북극곰을 위한 사냥 경로를 제공한다. 남극에서는, 바다새와 펭귄 분포도 기후 변화에 매우 민감한 것으로 여겨지지만, 지금까지의 영향은 지역마다 다르다.
2019~2021 태평양 북서 해상 폭염으로 인해 베링해 대게 개체수가 2018~2022년 84% 감소하여 98억 마리의 게가 감소하였다.
석회화 생물 및 해양 산성화
이 섹션은 해양 산성화 § 연구 결과의 복잡성에서 발췌한 것이다.
해양 산성화로 인한 석회화 변화의 모든 생태학적 결과는 복잡하지만 많은 석회화 종들이 해양 산성화로 인해 악영향을 받을 것으로 보인다.:413 해양 산성화의 증가는 껍질을 생성하는 유기체가 단단한 외골격 껍질을 생성하는 데 필수적인 탄산 이온에 접근하기를 더 어렵게 만든다. 해양 석회화 유기체는 독립영양체에서 이종영양체에 이르는 먹이 사슬에 걸쳐 있으며 구균류, 산호, 유공충, 극피동물, 갑각류 및 연체동물과 같은 유기체를 포함한다.
전반적으로, 지구상의 모든 해양 생태계는 산성화의 변화와 그 밖의 해양 생물 지구화학적 변화에 노출될 것이다. 해양 산성화는 일부 유기체가 석회화를 유지하기 위해 생산적인 종말점으로부터 자원을 재배치하도록 강요할 수 있다. 예를 들어 굴 마갈라나 기가스는 pH 불균형으로 인한 에너지 균형으로 인해 석회화 속도가 변화하는 동시에 대사 변화를 겪는 것으로 알려져 있다.

### 산호초
추가 정보: 산호 표백, 산호초 및 산호

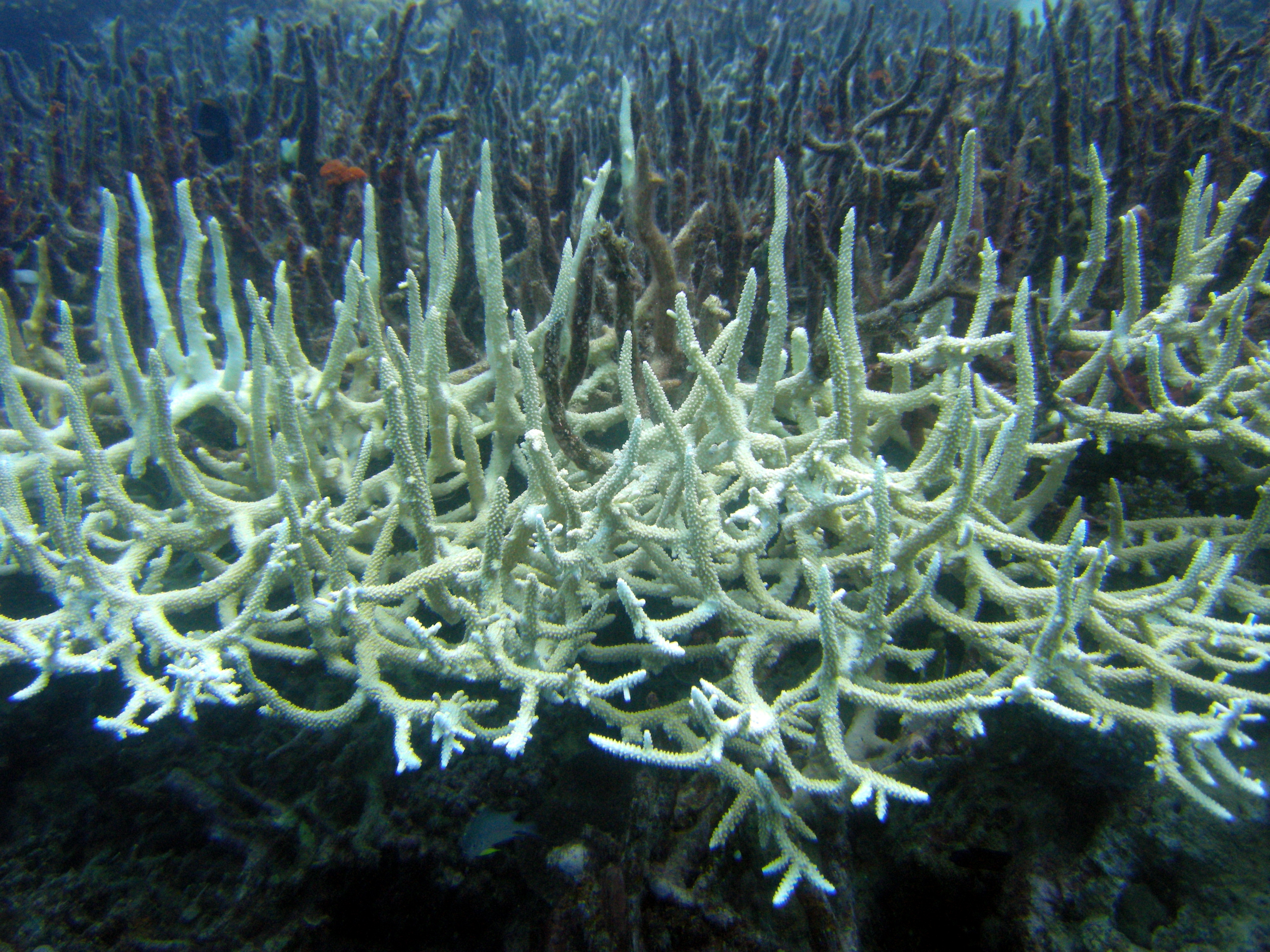
그레이트 배리어 리프에서 백화된 스태그혼 산호

일부 이동성 해양 종은 기후 변화에 대응하여 이동할 수 있지만 산호와 같은 다른 종들은 훨씬 더 어렵다. 산호초는 암초를 만드는 산호를 형성하는 것을 특징으로 하는 수중 생태계이다. 산호초는 탄산칼슘에 의해 뭉쳐진 산호 폴립의 군락에 의해 형성된다.  산호초는 생물 다양성의 중요한 중심지이며 해안 보호, 식량 및 많은 지역의 관광을 유지하기 위해 산호초에 의존하는 수백만 명의 사람들에게 필수적이다.
따뜻한 물의 산호는 해양 온난화, 해양 산성화, 오염 및 어업과 같은 활동으로 인한 물리적 피해로 인해 지난 30-50년 동안 50%의 손실을 입는 등 분명히 감소하고 있다. 이러한 압력은 더욱 강화될 것으로 예상된다.
온난화된 해수면은 산호의 백화로 이어져 심각한 손상 및 산호 사망을 유발할 수 있다. 2022년 IPCC 제6차 평가 보고서는 "1980년대 초부터 전 세계적으로 대량 산호 표백 사건의 빈도와 심각성이 급격히 증가했다"고 밝혔다.:416 해양 폭염으로 산호초 대량 폐사가 발생했다.:381 지구 기온이 1.5°C 이상 상승하는 해양 폭염으로 인해 많은 산호초가 돌이킬 수 없는 변화와 손실을 겪을 것으로 예상된다.:382
산호 표백은 따뜻한 바다에서 발생한 열 스트레스로 산호 조직 내에 서식하는 공생 조류가 배출될 때 발생한다. 이러한 공생 조류는 산호초가 밝고 선명한 색을 띠는 이유이다.  산호가 흰색으로 변하는 표백은 해수 온도가 1~2℃ 지속적으로 상승하면 충분히 발생할 수 있다. 산호가 장기간 표백되면 사망에 이를 수 있다. 1998년 이전에는 그레이트 배리어 리프에서는 이러한 사건이 발생하지 않았다. 1998년에 처음 발생했으며 그 이후에는 더 자주 발생하기 시작했다. 2016년과 2020년 사이에는 그 중 세 가지가 발생했다.
산호 표백과는 별도로, 해양 산성화는 산화 조류의 생물 다양성을 감소시키기 때문에 해양에서의 pH 값의 감소는 산호초에도 문제가 된다. 산호 석회화가 해양 산성화에 어떻게 반응할지는 산호 조류의 생리에 의해 결정된다.
이 섹션은 해양 산성화 § 산호에서 발췌한 것이다.
따뜻한 물의 산호는 해양 온난화, 해양 산성화, 오염 및 어업 등의 활동으로 인한 물리적 피해로 인해 지난 30-50년 동안 50%의 손실을 입는 등 분명히 감소하고 있으며, 이러한 압력은 더욱 강화될 것으로 예상된다.:416
산호가 외골격을 키우는 내부 구획(강장)의 액체도 석회화 성장에 매우 중요하다. 외부 해수에 있는 아라곤라이트의 포화 상태가 주변 수준일 때, 산호들은 내부 구획에서 아라곤라이트 결정을 빠르게 성장시킬 것이고, 따라서 그들의 외골격은 빠르게 성장한다. 외부 해수에 있는 아라곤라이트의 포화 상태가 주변 수준보다 낮으면, 산호들은 내부 구획에서 적절한 균형을 유지하기 위해 더 열심히 노력해야 한다. 그런 일이 일어나면, 결정이 성장하는 과정이 느려지고, 이것은 그들의 외골격이 얼마나 자라는지의 속도가 느려진다. 아라곤라이트를 내부 구획으로 펌핑하는 것이 에너지적으로 유리하지 않기 때문에, 주변 물의 아라곤라이트 포화 상태에 따라, 산호들은 성장을 멈출지도 모른다. 현재 탄소 배출이 진행 중이라면, 2050-60년까지 북대서양 냉수 산호의 약 70%가 부식성이 있는 물에서 살게 될 것이다.

### 해양생산성
추가 정보: 해양 § 산소, 광합성 및 탄소 순환
표층 바다에서 광합성 과정은 산소를 방출하고 이산화탄소를 소비한다. 바다에서의 이 광합성은 식물성 플랑크톤 – 미세한 자유 부유 조류에 의해 지배된다. 식물이 성장한 후 바다에서 광합성에 의해 형성된 유기물의 박테리아 분해는 산소를 소비하고 이산화탄소를 방출한다. 물이 대기와 접촉하지 않는 깊은 곳의 심해에서 일부 유기물이 가라앉고 박테리아 분해되면 산소 농도가 감소하고 이산화탄소, 탄산염 및 중탄산염이 증가한다. 바다에서 이러한 이산화탄소 순환은 세계 탄소 순환의 중요한 부분이다.
지표수의 광합성은 유기체의 죽음에 따라 광합성에 의해 생성된 유기물이 가라앉으면서 영양소(예: 질소와 인)를 소비하고 이러한 영양소를 심층수로 이동시킨다. 따라서 지표수의 생산성은 부분적으로 해양 혼합과 해류에 의해 심층수에서 지표로 다시 영양소가 이동하는 것에 의존한다. 따라서 기후 변화로 인해 증가하는 해양의 층화는 일반적으로 해양 생산성을 감소시키는 작용을 한다. 그러나 이전에 얼음으로 덮인 지역과 같은 일부 지역에서는 생산성이 증가할 수 있다. 이러한 경향은 이미 관찰 가능하며 현재 예상되는 기후 변화 하에서 계속될 것으로 예상된다.예를 들어 인도양에서는 기후 온난화로 인해 생산성이 지난 60년 동안 감소한 것으로 추정되며 계속될 것으로 예상된다.
매우 높은 배출 시나리오 (RCP8.5)에 따른 해양 생산성은 2100년까지 4-11% 감소할 가능성이 매우 높다.:452 그 감소는 지역적인 차이를 보일 것이다. 예를 들어, 열대 해양 NPP는 더 많이 감소할 것이다: 같은 배출 시나리오의 경우 7-16% 감소한다.:452 증가된 해양 층화와 영양소 공급의 감소로 인해 더 적은 유기물이 상부 해양에서 더 깊은 해양층으로 가라앉을 가능성이 있다. 해양 생산성의 감소는 "온난화, 층화, 빛, 영양소 및 포식의 결합된 효과" 때문이다.":452

### 수산업에 미치는 영향
이 섹션은 Climate change and fisheries에서 발췌한 것이다
해양 수생태계는 해양 온도 상승, 해양 산성화, 해양 탈산소화, 담수 생태계는 수온 변화, 물의 흐름 및 어류 서식지 손실에 영향을 받는 등 다양한 방식으로 기후 변화에 영향을 받는다.이러한 영향은 각 어업의 맥락에 따라 다르다.기후 변화는 어류 분포를 변화시키고 있으며 해양 및 담수 종의 생산성을 변화시키고 있다. 기후 변화는 수산물의 가용성과 거래에 상당한 변화를 가져올 것으로 예상된다.  지정학적 및 경제적 결과는 특히 해당 부문에 가장 많이 의존하는 국가에 상당할 것이다. 최대 어획량의 가장 큰 감소는 열대 지방, 주로 남태평양 지역에서 예상할 수 있다.:iv
해양 시스템에 대한 기후 변화의 영향은 어업과 양식의 지속 가능성, 어업에 의존하는 공동체의 생계, 탄소(생물학적 펌프)를 포획하고 저장하는 해양의 능력에 영향을 미친다. 해수면 상승의 영향은 연안 어업 공동체가 기후 변화의 영향을 크게 받는 동시에 내륙 담수 어업과 양식에 대한 강우 패턴과 물 사용 영향을 변화시킨다는 것을 의미한다. 홍수, 질병, 기생충 및 유해 조류 개화의 위험 증가는 생산 및 기반 시설의 손실로 이어질 수 있는 양식업에 대한 기후 변화 영향이다.
"기후 변화는 2100년까지 모델링된 전 세계 어류 군집 바이오매스를 30%나 감소시킨다."

### 유해한 해조류가 피다
추가정보 : 유해조류 개화
유해 조류 개화(HABs)의 동인은 잘 알려져 있지 않지만 1980년대 이후 해안 지역에서 범위와 빈도가 증가한 것으로 보인다.:16 이것은 영양소 투입 증가(영양 오염)와 기후 변화(특히 수온 온난화)와 같은 인간의 유발 요인의 결과이다.:16 HABs 형성에 영향을 미치는 매개 변수는 해양 온난화, 해양 폭염, 산소 손실, 부영양화 및 수질 오염이다.:582 HABs의 이러한 증가는 지역 식량 안보, 관광 및 경제에 대한 발생의 영향 때문에 우려된다.:16
그러나 전 세계적으로 HAB의 인지된 증가는 단순히 기후 변화 때문이 아니라 더 심각한 개화 영향과 더 나은 모니터링 때문일 수도 있다.:463
해양포유류
해양 포유류, 특히 북극에 있는 포유류에 대한 일부 영향은 서식지 손실, 온도 스트레스 및 심한 날씨에 대한 노출과 같은 매우 직접적이다. 다른 영향은 숙주 병원체 연관성의 변화, 포식자-먹이 상호 작용으로 인한 신체 상태의 변화, 독소 및 CO2 방출에 대한 노출의 변화 및 인간 상호 작용 증가와 같은 보다 간접적이다. 해양 온난화가 해양 포유류에 미치는 큰 잠재적 영향에도 불구하고, 지구 온난화에 대한 해양 포유류의 세계적 취약성은 여전히 잘 알려져 있지 않다.
해양 포유류는 바다에서 살도록 진화해 왔지만 기후 변화는 그들의 자연 서식지에 영향을 미치고 있다. 일부 종은 충분히 빨리 적응하지 못해 멸종될 수 있다.
북극 해빙의 상당한 관측과 예상 감소를 고려할 때, 일반적으로 북극 해양 포유류가 기후 변화에 가장 취약한 것으로 추정되어 왔다. 그러나 연구에 따르면 지구 온난화에 가장 취약한 종은 북태평양, 그린란드해, 바렌츠해에 서식하는 것으로 나타났다. 북태평양은 이미 해양 포유류의 인간 위협에 대한 핫스팟으로 확인되었으며 지구 온난화에 대한 취약성의 핫스팟이기도 하다. 이 지역의 해양 포유류는 인간 활동(예: 해양 교통, 오염 및 해양 석유 및 가스 개발)과 지구 온난화 모두에서 이중 위험에 직면할 것이며, 잠재적인 추가 또는 시너지 효과가 있을 것이다. 결과적으로 이러한 생태계는 해양 생태계 기능에 돌이킬 수 없는 결과에 직면한다.
해양 생물은 대개 육상 생물에 비해 상대적으로 안정적인 온도를 접하는 경향이 있으므로 육상 생물에 비해 온도 변화에 더 민감할 가능성이 있다. 따라서 멸종 위기에 처한 종은 더 적합한 서식지를 찾기 때문에 해양 온난화는 증가된 종의 이동으로 이어질 것이다. 해수 온도가 계속 상승하면 일부 동물군은 더 차가운 물로 이동하고 일부 범위 가장자리 종은 지역 해역에서 사라지거나 지구 범위가 감소하는 현상을 경험할 수 있다. 일부 종의 존재비 변화는 해양 포유류가 이용할 수 있는 식량 자원을 변화시킬 것이고, 이는 해양 포유류의 생물 지리학적 이동을 초래할 것이다. 또한 적절한 환경으로 성공적으로 이동할 수 없는 종의 경우 상승하는 해양 온도에 적응하지 못하면 멸종 위기에 처하게 된다.
북극 해빙 감소는 해빙 서식지의 손실, 수온 및 기온 상승, 악천후 발생 증가로 이어진다. 해빙 서식지의 손실은 해양 포유류, 특히 북극곰의 바다표범 먹이의 풍부함을 감소시킬 것이다.해빙 변화는 또한 병원체의 전염 변화, 먹이 기반 먹이 그물의 이동으로 인한 동물의 신체 상태에 대한 영향, 북극 서식지에서의 인간의 거주 증가로 인한 독성 물질에 대한 노출 증가로 인한 동물 건강에 간접적인 영향을 미칠 수 있다.
해수면 상승은 해양 포유류 종들이 의존하는 해안 환경에 영향을 미치기 때문에 지구 온난화가 해양 포유류에 미치는 영향을 평가할 때도 중요하다.

#### 북극곰
이 섹션은 북극곰 보호 § 기후 변화에서 발췌한 것이다

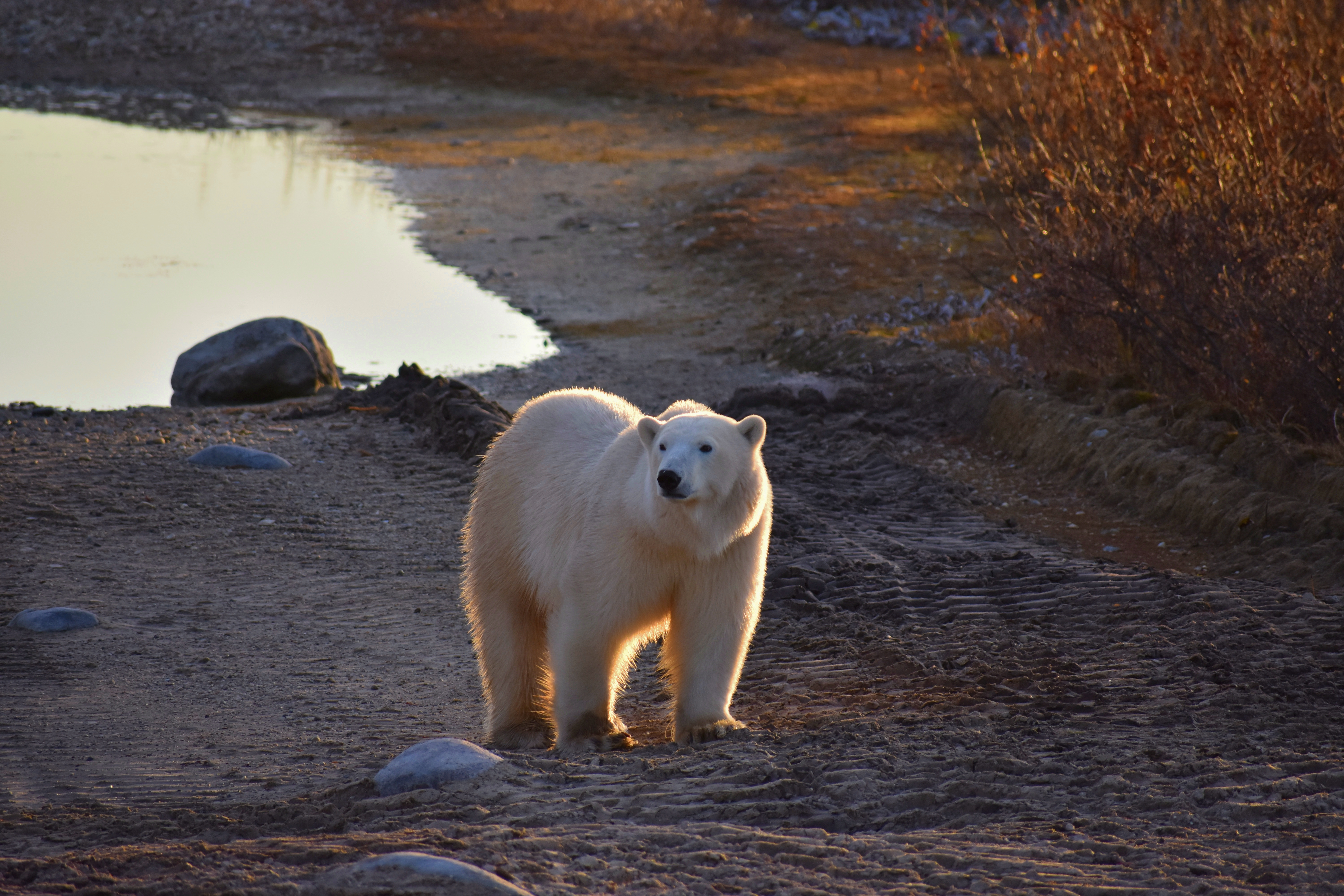
가을에 해빙이 생기길 기다리는 북극곰.

기후 변화의 영향으로 야기되는 북극곰의 주요 위험은 영양실조 또는 서식지 감소로 인한 기아이다. 북극곰은 해빙 플랫폼에서 바다표범을 사냥한다. 상승하는 온도는 해빙을 일찍 녹게 하고, 곰들이 늦여름과 초가을에 식량이 부족한 기간 동안 생존할 수 있는 충분한 지방 비축량을 축적하기 전에 해안으로 몰아간다.해빙 덮개의 감소는 또한 곰들이 더 먼 거리를 수영하도록 강요하고, 이것은 그들의 에너지 저장고를 더욱 고갈시키고 때때로 익사로 이어진다  얇아진 해빙은 더 쉽게 변형되는 경향이 있고, 이것은 북극곰이 바다표범에 접근하기를 더 어렵게 만드는 것으로 보인다.영양 공급이 충분하지 않으면 모든 연령대의 곰들의 몸 상태가 더 나빠질 뿐만 아니라 성인 암컷의 번식률이 떨어지고 아기 곰과 어린 곰의 생존율이 낮아진다.

#### 바다표범
추가 정보: 링드 씰 § 기후 변화

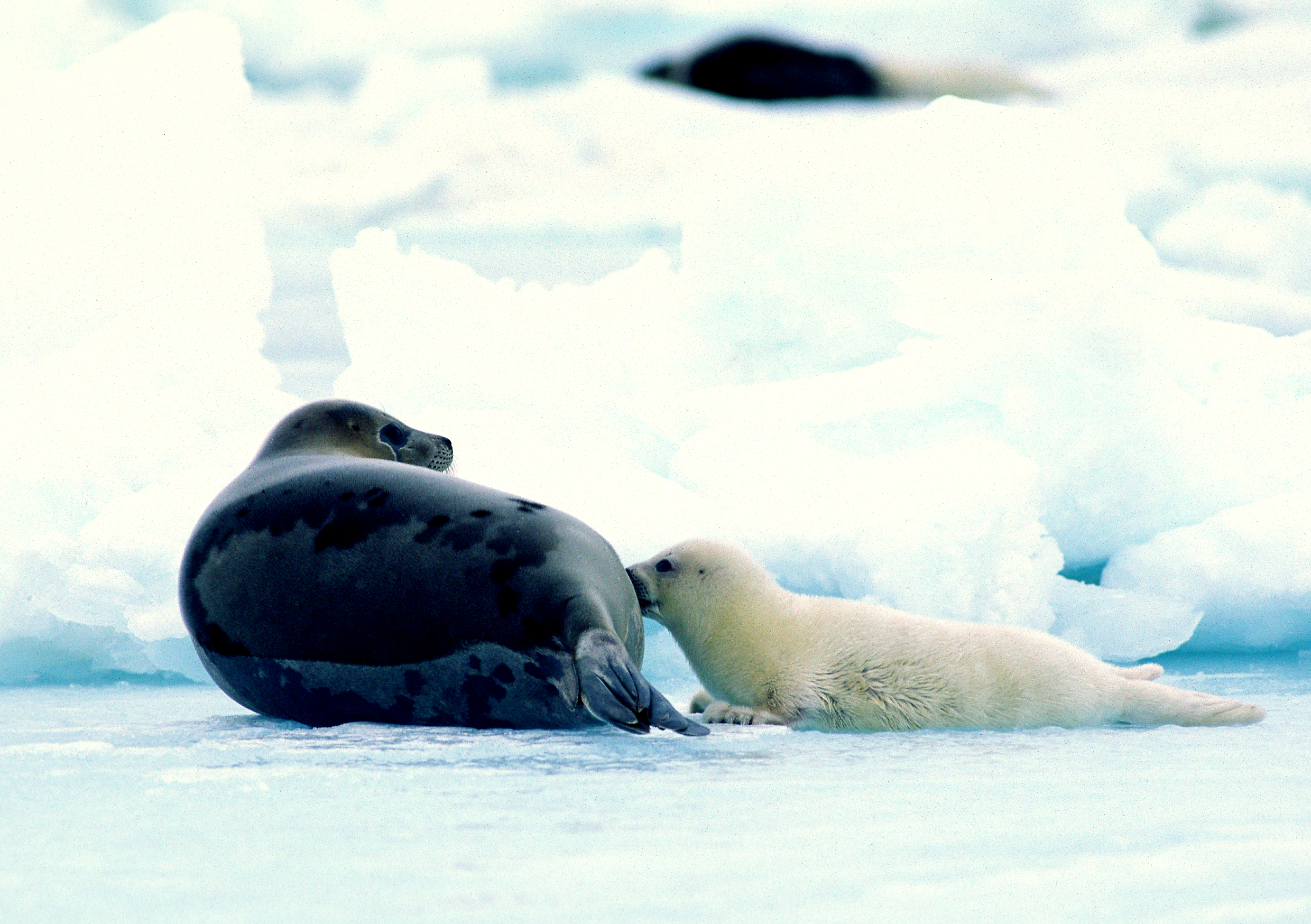
바다 얼음 위에 있는 하프 물개 어미와 젖먹이 물개

바다표범은 기후 변화에 취약한 또 다른 해양 포유동물이다. 북극곰과 마찬가지로 일부 바다표범 종들은 해빙에 의존하는 것으로 진화했다. 그들은 어린 바다표범 아기들을 번식시키고 기르기 위해 얼음 플랫폼을 사용한다. 2010년과 2011년에는 북서대서양의 해빙이 사상 최저치에 가까웠고 얇은 얼음 위에서 번식하는 하프물범과 고리무늬물범의 사망률이 증가했다. 남대서양의 사우스 조지아에 있는 남극 물개들은 20년에 걸친 연구에서 극도로 감소했고, 그 동안 과학자들은 해수면 온도 이상이 증가했다고 측정했다.

#### 돌고래
돌고래는 광범위한 지리적 범위를 가진 해양 포유류로 다양한 방식으로 기후 변화에 취약하다. 돌고래에 대한 기후 변화의 가장 일반적인 영향은 전 세계적으로 증가하는 수온이다. 이로 인해 다양한 돌고래 종들이 범위 이동을 경험하게 되었고, 이로 인해 종들은 전형적인 지리적 지역에서 더 차가운 물로 이동했다.수온 증가의 또 다른 부작용은 유해한 조류 번식의 증가로 큰돌고래의 대량 폐사를 초래했다.
기후 변화는 다양한 돌고래 종에 상당한 영향을 미쳤다. 예를 들어 지중해에서는 해수면 온도, 염도, 용승 강도, 해수면의 증가로 먹이 자원의 감소로 이어져 2003년 멸종위기종으로 분류된 지중해에서 짧은부리큰돌고래 아종의 급격한 감소를 초래했다. 서호주 샤크베이 세계문화유산 지역에서는 2011년 해양 폭염 이후 인도태평양큰돌고래의 현지 개체수가 크게 감소했다. 강돌고래는 높은 증발 속도, 수온 증가, 강수량 감소, 산성화 증가 등이 발생하여 기후 변화의 영향을 많이 받는다.

#### 북대서양 참고래
이 섹션은 북대서양 참고래 § 기후변화에서 발췌한 내용이다
인위적인 기후 변화는 우등고래에게 뚜렷하고 증가하는 위협이 되고 있다. 과학 문헌에 기록된 영향에는 번식, 범위, 먹이 접근, 인간 활동과의 상호 작용 및 개인의 건강 상태에 대한 영향이 포함된다.
해양 순환과 수온에 대한 기후 변화는 그 종의 먹이 찾기와 서식지 사용 패턴에 영향을 미쳤고, 수많은 해로운 결과를 초래했다. 따뜻한 물은 중요한 먹이 종인 동물성 플랑크톤 칼라누스 핀마키쿠스의 존재비 감소로 이어진다. 이러한 먹이 가용성의 감소는 다양한 방식으로 올바른 고래 개체군의 건강에 영향을 미친다. 낮은 C. 핀마키쿠스 밀도는 영양실조 관련 건강 문제와 송아지를 성공적으로 낳고 기르는 어려움과 관련이 있기 때문에 가장 직접적인 영향은 개별 고래의 생존과 번식 성공에 있다.

## 잠재적 피드백 효과

### 메탄 클라스레이트로 인한 메탄 방출
상승하는 해양 온도는 또한 해저 퇴적물 아래에 위치한 메탄 클래트레이트 저장소에 영향을 미칠 가능성이 있다. 이것들은 많은 양의 온실 가스 메탄을 가둬 놓는데, 이 메탄은 해양 온난화가 방출할 가능성이 있다. 그러나 현재 바다 속 클래트레이트에 있는 가스 클래트레이트(대부분 메탄)가 "금세기 동안 감지 가능한 배출 궤적으로부터의 이탈"로 이어질 가능성은 낮다고 여겨진다.:107
2004년 전 세계적인 해양 메탄 포석의 재고량은 100만 입방 킬로미터에서 500만 입방 킬로미터 사이를 차지하는 것으로 추정되었다.

## 같이 보기
- Blue carbon

- Carbon sequestration
- Effects of climate change on island nations
- Effects of climate change on the water cycle
- Special Report on the Ocean and Cryosphere in a Changing Climate (2019)
- Sustainable fisheries
- [[블루카본| Climate change 포털]]
- [[블루카본| Oceans 포털]]